# Crucificação (Bramantino)
Crucificação é uma pintura a óleo sobre painel de c. 1510-1512 por Bramantino na Pinacoteca de Brera, Milão. Foi registrada pela primeira vez nas coleções daquela galeria em 1806, sem qualquer procedência anterior.
Segundo um informe da Pinacoteca de Brera a tela veio, provavelmente, da Igreja de Santa Maria em Brera, e por isso havia entrado diretamente na Pinacoteca, ou da Catedral de Milão, onde, segundo alguns, havia sido exposta por um curto período de tempo antes de ser removida por sua iconografia um tanto heterodoxa: neste caso, sua execução estaria ligada a movimentos de reforma religiosa em curso em Milão no início do século XVI e assumido em círculos próximos aos novos governantes franceses e o Marechal Giangiacomo Trivulzio.